# Lagocheirus lugubris
Lagocheirus lugubris är en skalbaggsart som först beskrevs av Dillon 1957.  Lagocheirus lugubris ingår i släktet Lagocheirus och familjen långhorningar. Inga underarter finns listade i Catalogue of Life.